# Carlo Urru
Carlo Urru (Todi, 28 dicembre 1915 – Perugia, 2 febbraio 2002) è stato un vescovo cattolico italiano.

## Biografia
Nacque a Todi, allora sede vescovile, in provincia di Perugia, il 28 dicembre 1915. Figlio di Salvatore, maresciallo dell'esercito originario di Sorgono, in provincia di Nuoro, e di Giselda Isidori, di Todi, fu battezzato il 3 gennaio 1916 nella cattedrale tudertina.

### Formazione e ministero sacerdotale
Dopo aver conseguito nel 1938 la laurea in lettere presso l'Università Cattolica del Sacro Cuore di Milano, nel 1939 iniziò la formazione sacerdotale nel seminario arcivescovile di Perugia.
Il 28 giugno 1942 fu ordinato presbitero per l'arcidiocesi di Perugia.
Rettore del seminario perugino dal 1956, nel 1964 fu nominato rettore del Pontificio seminario regionale umbro di Assisi. Il suo rettorato si svolse in anni particolarmente delicati, caratterizzati dall'avvio delle riforme conciliari e, nel 1968, dalla contestazione giovanile, che coinvolse anche il seminario regionale di Assisi: in questi frangenti dimostrò una grande apertura alle riforme, sia sul piano della formazione che su quello degli studi.
Il 10 dicembre 1958 ricevette da papa Giovanni XXIII il titolo onorifico di cameriere segreto soprannumerario di Sua Santità.

### Ministero episcopale
Il 7 marzo 1971 papa Paolo VI lo nominò vescovo di Ampurias e Tempio; succedette a Giovanni Melis Fois, precedentemente nominato vescovo di Nuoro. Il 28 marzo successivo ricevette l'ordinazione episcopale, nella cattedrale di San Lorenzo a Perugia, da Ferdinando Lambruschini, arcivescovo di Perugia, co-consacranti Paolo Carta, arcivescovo di Sassari, e Giovanni Battista Dal Prà, vescovo di Terni e Narni. Il 18 aprile prese possesso delle diocesi.
Il 21 aprile 1982 papa Giovanni Paolo II lo trasferì alla sede di Città di Castello, dove succedette a Cesare Pagani, precedentemente nominato arcivescovo metropolita di Perugia e vescovo di Città della Pieve. Il 20 giugno dello stesso anno prese possesso della diocesi.
A Città di Castello si impegnò per il rilancio dell'Azione Cattolica, il coinvolgimento dei laici nella vita ecclesiale, la ristrutturazione delle parrocchie, la visita pastorale, la fondazione dell'Istituto diocesano per il sostentamento del clero, l'istituzione del diaconato permanente, la pastorale giovanile, l'ampliamento del museo diocesano. Il suo episcopato fu caratterizzato da un rapporto diretto e personale sia con il clero sia con numerosi laici.
Il 7 febbraio 1991 papa Giovanni Paolo II accolse la sua rinuncia, presentata per raggiunti limiti di età, al governo pastorale della diocesi di Città di Castello; gli succedette Pellegrino Tomaso Ronchi, fino ad allora vescovo emerito di Porto e Santa Rufina. Rimase amministratore apostolico della diocesi fino all'ingresso del successore, avvenuto il 9 marzo seguente.
Da vescovo emerito si trasferì nel palazzo arcivescovile di Perugia dove, fintanto che la salute glielo permise, continuò l'attività di confessore e direttore spirituale di sacerdoti e laici.
Colpito dalla malattia di Parkinson, morì il 2 febbraio 2002, all'età di 86 anni, nella sua residenza a Perugia. Dopo le esequie, celebrate nella cattedrale di Perugia e nella cattedrale di Città di Castello, fu sepolto nella cripta di quest'ultimo edificio.

## Genealogia episcopale
La genealogia episcopale è:
- Cardinale Scipione Rebiba
- Cardinale Giulio Antonio Santori
- Cardinale Girolamo Bernerio, O.P.
- Arcivescovo Galeazzo Sanvitale
- Cardinale Ludovico Ludovisi
- Cardinale Luigi Caetani
- Cardinale Ulderico Carpegna
- Cardinale Paluzzo Paluzzi Altieri degli Albertoni
- Papa Benedetto XIII
- Papa Benedetto XIV
- Papa Clemente XIII
- Cardinale Marcantonio Colonna
- Cardinale Giacinto Sigismondo Gerdil, B.
- Cardinale Giulio Maria della Somaglia
- Cardinale Carlo Odescalchi, S.I.
- Cardinale Costantino Patrizi Naro
- Cardinale Serafino Vannutelli
- Cardinale Domenico Serafini, Cong. Subl. O.S.B.
- Cardinale Pietro Fumasoni Biondi
- Cardinale Paolo Marella
- Arcivescovo Ferdinando Lambruschini
- Vescovo Carlo Urru